# Gabriel Parès
Gabriel Parès (* 28. November 1860 in Paris; † 2. Januar 1934 in Paris) war ein französischer Militärmusiker, Komponist und Arrangeur.

## Leben
Der Vater Parès', Philippe Parès, war Erster Klarinettist der Garde de Paris. Parès hatte ab dem vierzehnten Lebensjahr Korenettunterricht bei Jacques Maury am Pariser Konservatorium und gewann dort 1877 und 1878 Erste Preise. Ab 1880 war er Militärmusiker in Vincennes. Daneben studierte er Militärmusik (Harmonielehre und Instrumentation) bei Louis Girard und am Pariser Konservatorium Harmonielehre, Kontrapunkt, Fuge und Komposition bei Théodore Dubois und Léo Delibes.
1881 wurde er stellvertretender Musikchef des 74. Infanterieregiments, 1883 Musikchef des 69. Infanterieregiments in Nancy. Noch 1883 wechselte er als Chef der Mannschaftsmusik zur Flotte in Toulon, wo er die Blas-, Harmonie- und Fanfarenorchester reorganisierte. Bei der Weltausstellung 1889 in Paris leitete er das Militärmusikfestival im Palais de l'Industrie. 1892 wurde er als Nachfolger von Gustave Wettge Musikchef der Garde républicaine, deren Orchester er bis 1911 dirigierte.
1899 leitete Parès vier Militärorchester bei einem Konzert im Palais du Trocadéro mit einem Musikerensemble und dem Organisten Alexandre Guilmant. In den Folgejahren unternahm er Tourneen durchs Ausland mit Auftritten u. a. in Turin (1902), Genf und Lausanne (1903), Montreal und New York (1904), London und Mailand (1906) und Spanien (1907). 1910 trat er von seinen Funktionen zurück, gründete jedoch bereits 1916 ein Harmonieorchester aus vierzig Musikern, mit dem er in San Francisco auftrat. Im Auftrag von Georges Clemenceau gab er 1918 weitere Konzerte in den USA.
Als Komponist schuf Parès Werke für Sinfonie- und Militärorchester, außerdem zahlreiche Transkriptionen von Opern und die komische Oper Le Secret de Maître Cornille. In Zusammenarbeit mit Fernand Andrieu veröffentlichte er 1907 die Schrift L'Harmonie et la Fanfare nouvelles. Für sein Wirken erhielt Parès zahlreiche Auszeichnungen, u. a. als Chevalier de la Légion d’Honneur, Ritter des Ordens der Heiligen Mauritius und Lazarus, des Ordens der Krone von Italien, des Annenordens und des persischen Sonnen- und Löwenordens. Auch sein Sohn Philippe Parès wurde als Komponist bekannt.

## Kompositionen
Militärmärsche
- Le Voltigeur
- Le Grognard
- La Marche cosaque

Ouvertüren
- Rollon
- Richilde
- Les Deux Fiancés
- La Saint-Hubert

Werke für Sinfonieorchester
- Polonaise de concert
- Tzigane, Divertissement
- Marche solennelle
- Sous les étoiles
- Gavotte-Ninon
- Pastorale
- Entr'acte pizzicato

Oper
- Le Secret de Maître Cornille

## Schriften
- Méthodes pour tous les instruments à vent
- Traité d'instrumentation et d'orchestration à l'usage des directeurs de musiques d'harmonie ou de fanfare
- L'Harmonie et la Fanfare nouvelles